# Telmatobius atahualpai
Telmatobius atahualpai és una espècie de granota que viu al Perú.